# Parrella lucretiae
Parrella lucretiae är en fiskart som först beskrevs av Eigenmann och Eigenmann, 1888.  Parrella lucretiae ingår i släktet Parrella och familjen smörbultsfiskar. IUCN kategoriserar arten globalt som livskraftig. Inga underarter finns listade i Catalogue of Life.